# Whole Lotta Red
Albums de Playboi Carti
Die Lit
(2018) MUSIC
(2025)
Whole Lotta Red (en français « beaucoup d'rouge ») est le deuxième album studio du rappeur américain Playboi Carti, sorti le 25 décembre 2020 sur les labels Interscope Records et AWGE.
L'album se compose de 24 titres et accueille d'autres rappeurs, de Future à Kid Cudi, en passant par Kanye West, producteur exécutif de l'album. La production a également été assurée par des collaborateurs fréquents de Carti tels que Pi'erre Bourne, Maaly Raw et Wheezy.

## Enregistrement et sortie

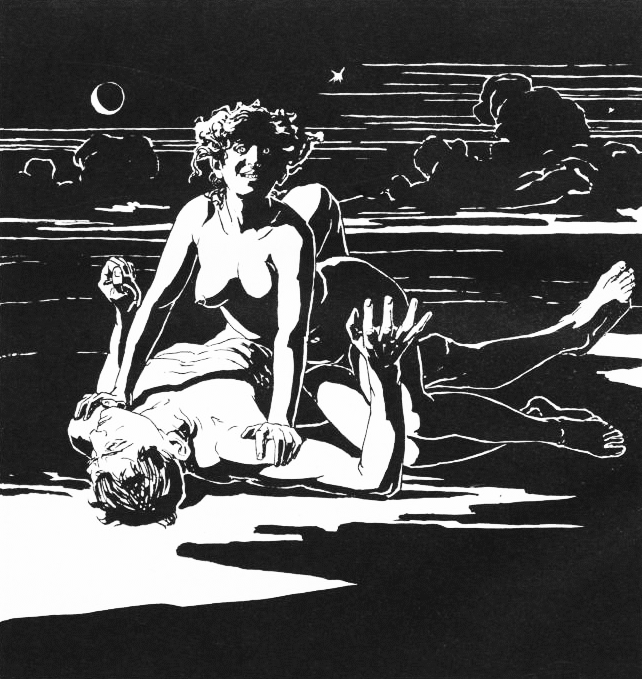
Vampir, illustration de Ernst Stöhr, dans Ver Sacrum, 1899, qui résonne avec la pochette de Whole Lotta Red

En août 2018, après la sortie du premier album studio de Carti, Die Lit, une vidéo fait surface dans laquelle il discute de son prochain album, prénommé Whole Lotta Red. En novembre, il interprète des chansons inédites lors d'un concert à Seattle. En mars 2019, lors d'une interview avec GQ, Carti déclare que Virgil Abloh serait le directeur artistique de l'album,,. Le même mois, la chanson intitulée « Pissy Pamper » avec Young Nudy fuite et devient virale sur le réseau social TikTok. Plusieurs autres chansons vont également fuiter via YouTube et SoundCloud, ce qui aurait poussé Carti à refaire l'album. En juin 2019, il révèle dans une interview pour The Fader qu'il a commencé à enregistrer Whole Lotta Red vers la fin de 2018, enregistrant aux Means Street Studios de DJ Drama à Atlanta ainsi qu'à son propre domicile.
Le 23 novembre, après s'être éloigné des réseaux sociaux, Carti poste des photos floues de lui-même, tout en révélant que l'album a été remis à son label. Le même jour, dans un profil GQ, il qualifie l'album d'« alternatif »et de « psychédélique ». Dans les jours suivants, Carti annonce des collaborations avec plusieurs autres rappeurs, notamment Kanye West, Kid Cudi, Travis Scott et Future,,. Il adresse aussi des tweets à Post Malone et Pharrell Williams. DJ Akademiks poste sur Twitter et affirme sur un livestream que l'album devait sortir le jour de Noël et serait produit par Kanye West en mentionnant qu'il a « presque vendu son âme » pour obtenir cette information.
Le 21 décembre, Carti communique la pochette, la date de sortie et les précommandes de produits dérivés et déclare que l'album a été produit par Kanye West.

## Pochette
Dévoilée sur le compte Instagram de l'artiste trois jours avant sa sortie et conçue par Art Dealer, la pochette fait référence au fanzine punk rock Slash,. Carti porte une croix à son coup et son visage est représenté en clair-obscur, ce qui contribue à enrichir le personnage de rock star vampirique qu'il développe au fil des titres.

## Accueil critique
Le magazine Rolling Stone voit cet album comme « l'arrivée d'un nouveau Playboi Carti, désormais paré de tresses rouge bonbon et d'un alter ego vampire ».
Whole Lotta Red reçoit des avis plutôt positifs de la part des critiques musicaux mais divise le public. Plusieurs critiques établissent un lien de parenté avec Yeezus de Kanye West, notamment en raison de la dimension expérimentale du projet. L'usage très poussé de la baby voice a pu laisser dubitatif.
Sur France Culture, le critique musical Olivier Lamm déclare : 

« Sur Whole Lotta Red, Playboi Carti s'est complètement réinventé, il est hurleur, rauque, essoufflé, répétitif nasal, il rap sur des instrumentaux complètement saturés qui sont vraiment à rebours . »

L'agrégation des notes de la presse donne 75/100 sur Metacritic quand l'agrégation des notes du public donne 3,13/5 sur RateYourMusic et 6,3/10 sur SensCritique.
Vers la fin de l'année 2021, l'album se retrouve dans certains classements des « meilleurs albums de l'année » établis par des titres de presse comme le Washington Post (1ère place), le New York Times (9ème), Pitchfork (9ème) ou encore le Rolling Stones (11ème).

## Accueil commercial
L'album débute en tête du classement américain Billboard 200, avec 115 000 ventes en première semaine, devenant ainsi le premier album numéro un de Carti aux États-Unis. En outre, notamment en raison du calendrier, Whole Lotta Red devient le premier album numéro un de 2021.

## Liste des titres
| 1.    | Rockstar Made                      | - F1lthy - Abraham                            | 3:13 |
| 2.    | Go2DaMoon (featuring Kanye West)   | Wheezy                                        | 1:59 |
| 3.    | Stop Breathing                     | - F1lthy - Lukrative - Ssort                  | 3:38 |
| 4.    | Beno!                              | - Outtatown - 808 Mafia - Lil 88 - Ken Carson | 2:23 |
| 5.    | JumpOutTheHouse                    | Richie Souf                                   | 1:33 |
| 6.    | M3tamorphosis (featuring Kid Cudi) | - F1lthy - Gab3                               | 5:12 |
| 7.    | Slay3r                             | - Bailey - Juberlee                           | 2:44 |
| 8.    | No Sl33p                           | - KP - Abraham                                | 1:28 |
| 9.    | New Tank                           | - F1lthy - Abraham                            | 1:29 |
| 10.   | Teen X (featuring Future)          | Maaly Raw                                     | 3:25 |
| 11.   | Meh                                | - Outtatown - Art Dealer - Star Boy           | 1:58 |
| 12.   | Vamp Anthem                        | KP                                            | 2:04 |
| 13.   | New N3on                           | Maaly Raw                                     | 1:56 |
| 14.   | Control                            | - Outtatown - Art Dealer - Star Boy           | 3:17 |
| 15.   | Punk Monk                          | - F1lthy - Lukrative - Lucian                 | 3:49 |
| 16.   | On That Time                       | - F1lthy - Oji x Volta                        | 1:42 |
| 17.   | King Vamp                          | - Art Dealer - Outtatown - Star Boy           | 3:06 |
| 18.   | Place                              | Pi'erre Bourne                                | 1:57 |
| 19.   | Sky                                | Art Dealer                                    | 3:13 |
| 20.   | Over                               | Art Dealer                                    | 2:46 |
| 21.   | ILoveUIHateU                       | Pi'erre Bourne                                | 2:15 |
| 22.   | Die4Guy                            | - Art Dealer - Outtatown - Star Boy           | 2:11 |
| 23.   | Not PLaying                        | Art Dealer                                    | 2:10 |
| 24.   | F33l Lik3 Dyin                     | - Bailey - Richie Souf                        | 3:24 |
| 62:12 |                                    |                                               |      |

### Samples
- "Go2DaMoon" contient un sample non crédité de "Soul of Bobby Theme, Pt. 2", écrit par Laxmikant Shantaram Kudalkar and Pyarelal Ramprasad Sharma[39].
- "Stop Breathing" contient un sample de "Shirt Off", écrit par Gucci Mane, Xavier Dotson, Nyquan Malphurs and Greg Hogan, et interprété par Gucci Mane, Wooh da Kid and Frenchie[40].
- "Vamp Anthem" contient un sample non crédité de "Toccata et fugue en ré mineur", attribué à Jean-Sébastien Bach[23].
- "Control" reprend un vocal de DJ Akademiks[41].
- "F33l Lik3 Dyin" contient un sample de "iMi", écrit par Justin Vernon, James Blake, Rob Moose, Bradley Cook, Michael Lewis, Michael Noyce, Brandon Burton, Jeremy Nutzman, Channy Leaneagh, Wesley Glass et Josh Berg, et interprété par Bon Iver.

## Classements hebdomadaires
| Pays              | Top position | Nombre de semaines |
| ----------------- | ------------ | ------------------ |
| France            | 67           | 2                  |
| Australie         | 15           | 1                  |
| Autriche          | 49           | 2                  |
| Belgique wallone  | 74           | 2                  |
| Belgique flamande | 18           | 5                  |
| Finlande          | 11           | 1                  |
| Espagne           | 98           | 1                  |
| Italie            | 36           | 1                  |
| Norvège           | 5            | 2                  |
| Pays-Bas          | 7            | 3                  |
| Suède             | 37           | 1                  |
| Suisse            | 4            | 3                  |
| États-Unis        | 1            | 12                 |
| Royaume-Uni       | 17           | 2                  |